# Eva Nová
Eva Nová é um filme de drama eslovaco de 2016 dirigido e escrito por Marko Škop. Foi selecionado como representante de seu país ao Oscar de melhor filme estrangeiro em 2017.

## Elenco
- Emília Vášáryová - Eva Nová
- Milan Ondrík - Ďoďo
- Anikó Varga - Helena